# Кайдалов, Константин Потапович
Константи́н Пота́пович Кайда́лов (1917—1996) — младший лейтенант Советской Армии, участник Великой Отечественной войны, Герой Советского Союза (1944).

## Биография
Родился 6 [19] сентября 1917 года в селе Староцурухайтуй Акшинского уезда Забайкальской области Российской республики (ныне в Приаргунском районе Забайкальского края России) в семье казака Потапа Ивановича Кайдалова и его жены Елены Дуктеевны. В три года лишился отца, но через некоторое время мать вторично вышла замуж (за активного участника партизанского движения Ивана Ефимовича Еремеева). В родном селе проживал вплоть до 1932 года, когда закончил начальную школу. Затем работал на промкомбинате в Акмолинской области Казахской ССР. В мае 1942 года Кайдалов был призван на службу в Рабоче-крестьянскую Красную Армию. С ноября того же года — на фронтах Великой Отечественной войны. К сентябрю 1943 года старший сержант Константин Кайдалов командовал орудием 179-го истребительно-противотанкового артиллерийского полка 3-й гвардейской армии Юго-Западного фронта. Отличился во время битвы за Днепр.
26 сентября 1943 года во время боя на плацдарме на западном берегу Днепра в районе села Магдалиновка Ореховского района Запорожской области Украинской ССР Кайдалов уничтожил 3 вражеских штурмовых орудия. Когда его орудие вышло из строя, расчёт продолжал вести огонь из стрелкового оружия, уничтожив группу немецких автоматчиков.
Указом Президиума Верховного Совета СССР от 22 февраля 1944 года старший сержант Константин Кайдалов был удостоен высокого звания Героя Советского Союза с вручением ордена Ленина и медали «Золотая Звезда».
В 1946 году Кайдалов окончил Чкаловское военное училище зенитной артиллерии. В 1947 году в звании младшего лейтенанта он был уволен в запас. Проживал и работал сначала в Киеве и Гродно, а в 1956 году переехал в село Первомайск Смирныховского района Сахалинской области, где работал плотником в леспромхозе. Скончался 13 августа 1996 года.
Был также награждён двумя орденами Отечественной войны 1-й степени и рядом медалей.